# Босански Петровац
Босански Петровац (на босненски: Bosanski Petrovac) е град и община в Западна Босна и Херцеговина, в състава на Унско-сански кантон от Федерация Босна и Херцеговина.
Населението на Босански Петровац е 15 621 души.